# Lipa, Miren - Kostanjevica
Lipa je naselje v Občini Miren - Kostanjevica.
To naselje (380 mnm) mleži pod Trsteljem (643 mnm) ob lokalni cesti Komen -  Kostanjevica na Krasu. Vas je izhodišče poti na razgledni vrh Trstelja, pod katerim na višini 610 m stoji Stjenkova koča na Trstelju. Vas obdajajo še hribi Stol, Stolovec in Greben ter gričevje Goli vrh. 
V naselju stojijo cerkvica Sv. Mihaela, kapelica in več kamnitih vodnjakov.

## Zgodovina kraja
Izvor naselja naj bi segal v obdobje antike ali celo v Bronasto dobo. To hipotezo podpirajo sakralni ostanki odkriti med izkopavanji leta 1996. O razvoju in delovanju kraja v obdobju do 19. stoletja ni veliko podatkov, obstajajo le domneve, da bi se tu leta 1496 rodil škof Urban Tekstor.

## Ljudje, povezani s krajem
- škof Urban Tekstor (rojen v Lipi)